# Didymodon nicholsonii
Didymodon nicholsonii är en bladmossart som beskrevs av Culmann 1907. Didymodon nicholsonii ingår i släktet lansmossor, och familjen Pottiaceae. Inga underarter finns listade i Catalogue of Life.